# Robert Menzies
Robert Gordon Menzies (20. prosince 1894 – 15. května 1978) byl australský politik, jedna z klíčových osobností australské politiky 20. století. V letech 1939–1941 a 1949–1966 byl premiérem Austrálie. Jeho osmnáct let v nejvyšší exekutivní funkci je australský rekord. Byl představitelem Liberální strany Austrálie, kterou roku 1945 založil, a v jejímž čele stál dvacet let, v letech 1945–1966.
Byl zastáncem monarchismu a udržení úzkých vazeb Austrálie s Velkou Británií. Byl rovněž znám pro svůj antikomunismus, který ho také vedl k požadavku vyhostit roku 1934 populárního česko-židovského novináře Egona Erwina Kische z Austrálie, kvůli jeho komunistické orientaci. To mu vyneslo řadu obvinění ze sympatií k nacismu, především ze strany Movement Against War and Fascism, které Kische do Austrálie pozvalo.